# Кравецький Петро Дем'янович
Петро Дем'янович Кравецький (26 серпня 1918 — ?) — радянський діяч, 1-й секретар Макіївського міськкому КПУ, секретар Полтавського обкому КПУ. Кандидат у члени ЦК КПУ в січні 1956 — лютому 1960 р.

## Життєпис
Член ВКП(б) з 1943 року.
У 1953—1958 роках — 1-й секретар Макіївського міського комітету КПУ Сталінської області.
До 1961 року — завідувач відділу партійних органів Сталінського обласного комітету КПУ.
У травні 1961 — січні 1963 року — секретар Полтавського обласного комітету КПУ.
У 1970-х роках працював начальником Управління кадрів і навчальних закладів Міністерства енергетики і електрифікації Української РСР.
Потім — на пенсії у місті Києві.

## Нагороди
- орден Трудового Червоного Прапора (19.07.1958)
- Почесна грамота Президії Верховної Ради Української РСР